# 肖拉達登特山
46°17′50.4″N 9°37′28.8″E / 46.297333°N 9.624667°E

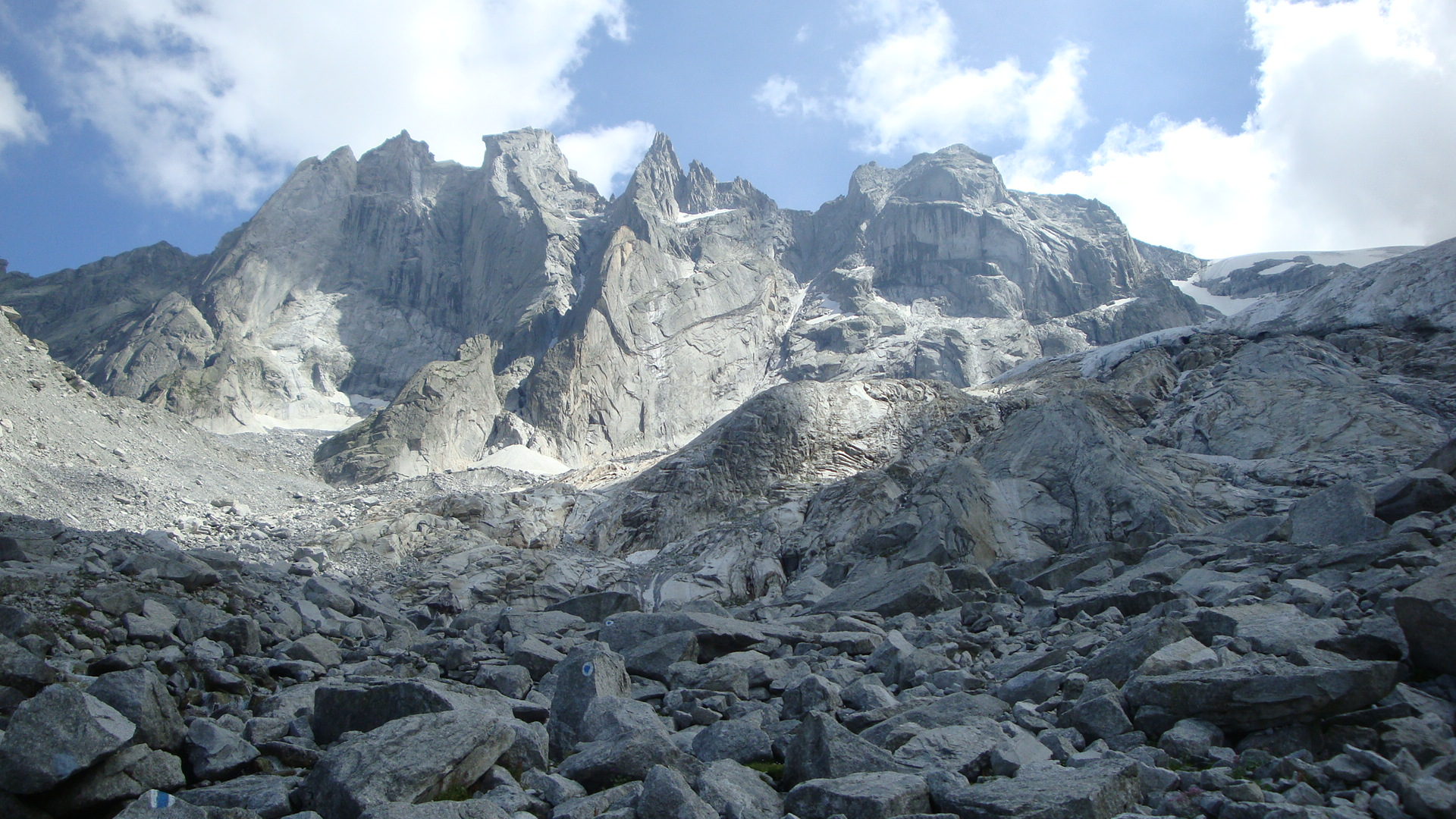

肖拉達登特山（Sciora Dadent），是瑞士的山峰，位於該國東南部，由格勞賓登州負責管轄，屬於布雷加格利亞山脈的一部分，海拔高度3,275米，每年平均降雨量1,693毫米。